# Tabaco de mascar

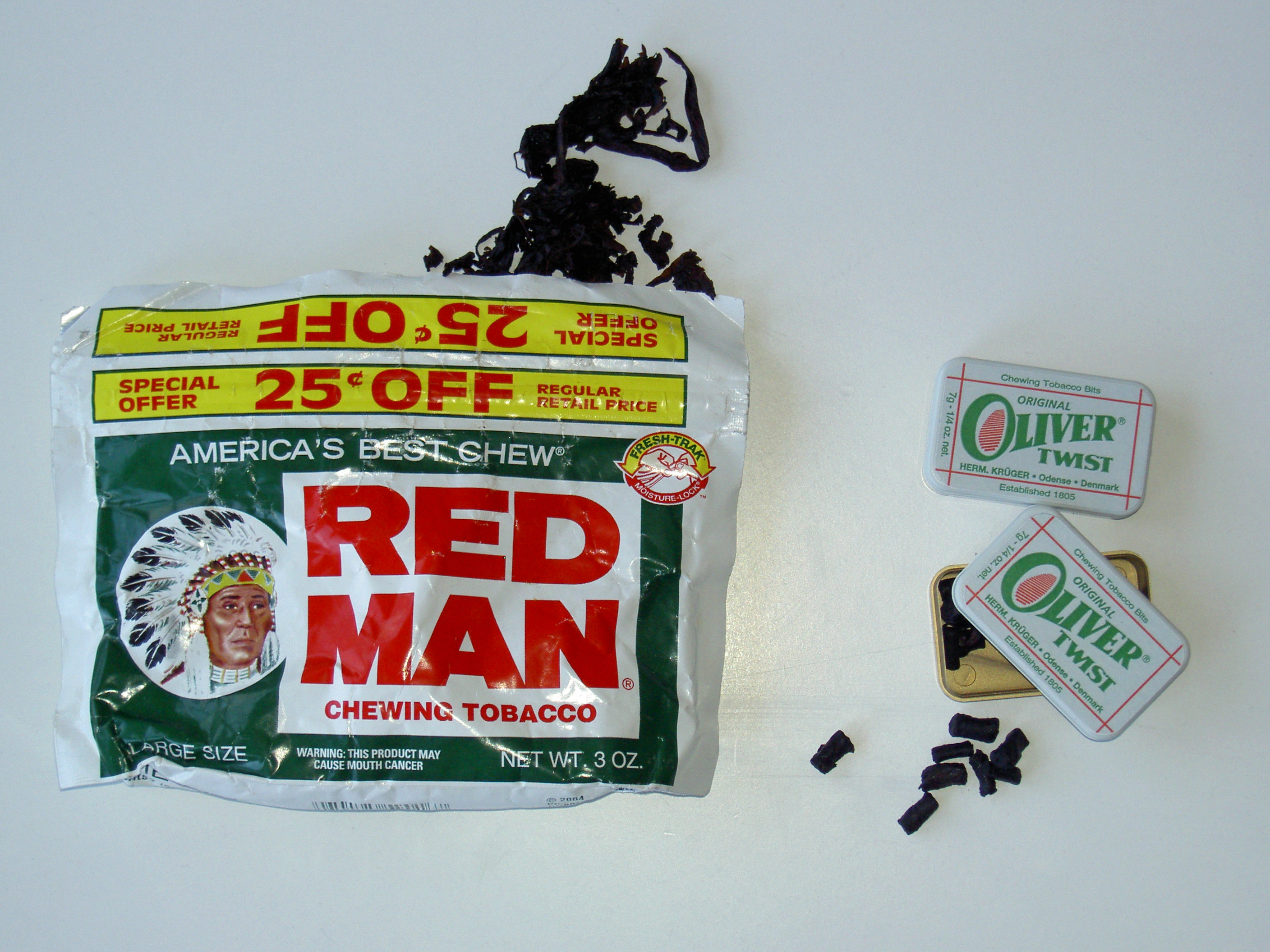
Hojas de tabaco sueltas de la marca estadounidense Red Man y trozos de tabaco de la danesa Oliver Twist, que son dos importantes marcas de tabaco de mascar.

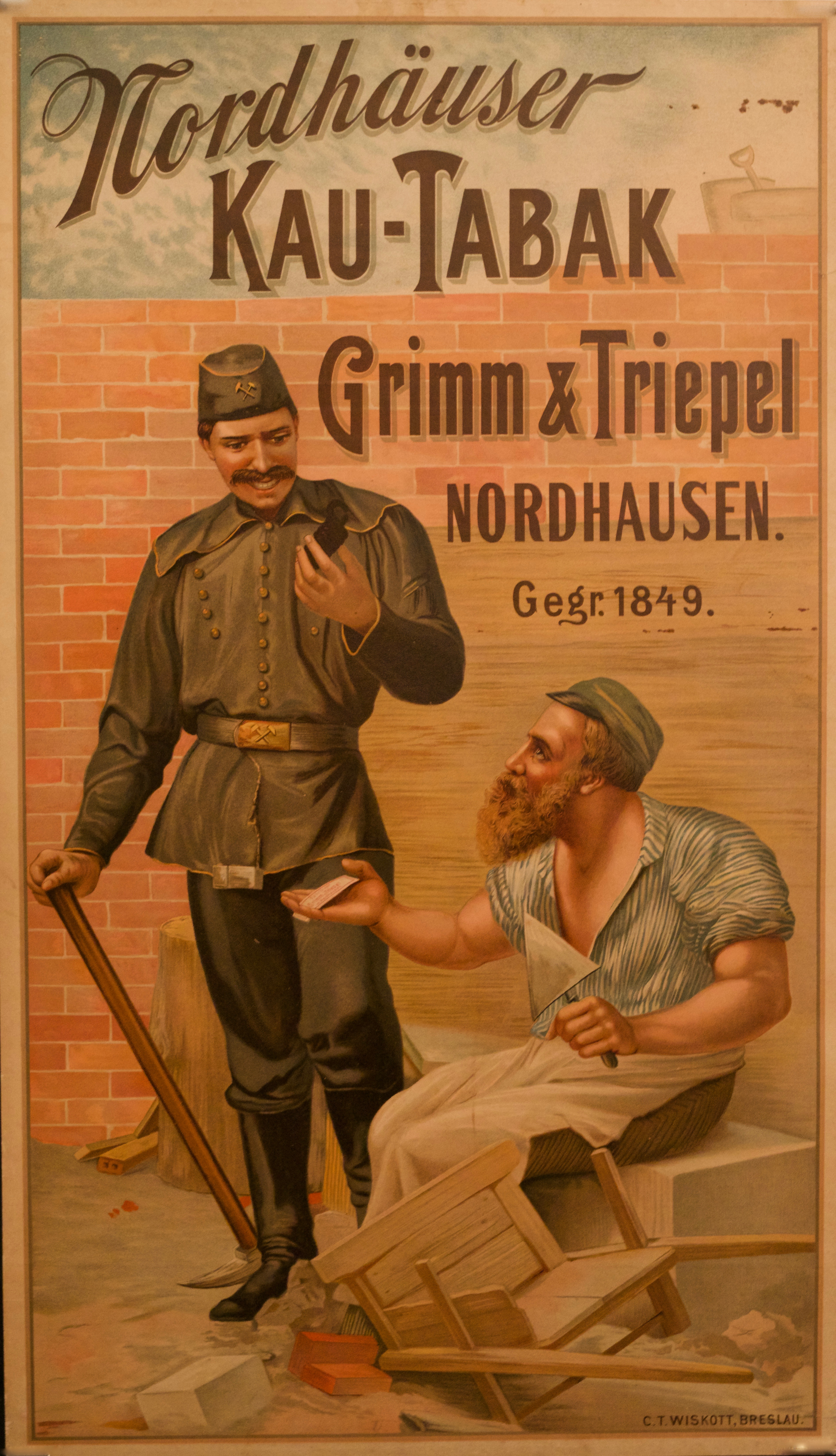
Anuncio histórico de tabaco de mascar Grimm & Triepel Kruse (1895)

El tabaco de mascar es un tipo de producto de tabaco sin humo que se utiliza colocando una porción de tabaco entre la mejilla y la encía o los dientes y se la masca. A diferencia del tabaco "húmedo", no se encuentra triturado y por ello debe ser masticado con ayuda de los dientes para liberar su sabor y la nicotina. Los jugos no deseados son luego escupidos.
El tabaco de mascar es fabricado en diversas variedades- a menudo como hojas sueltas, pellets ("trocitos" de tabaco), y "plug" (un tipo de hojas de tabaco condensadas con ayuda de un adhesivo dulce). Casi todos los tabacos modernos de mascar se producen mediante un proceso de curado, cortado, fermentación, y procesamiento o endulzado. Históricamente, muchas marcas de tabaco de mascar de Estados Unidos (que eran populares durante la época de la guerra de Secesión) se preparaban con los recortes de los cigarros.
El mascado es uno de los métodos más antiguos de consumir tabaco. Los indígenas de América mascaban las hojas de la planta, frecuentemente mezcladas con algo de cal. El mascado de tabaco fue la forma más difundida de utilizar tabaco en Estados Unidos hasta que la reemplazó el fumar cigarrillos a comienzos del siglo XX.

## Efectos sobre la salud

### Cáncer y leucoplasia
Según la Agencia Internacional de Investigaciones sobre el Cáncer, "Algunos científicos han sugerido que el tabaco sin humo debe ser utilizado en los programas para dejar de fumar y han afirmado implícita o explícitamente que su uso podría reducir en forma parcial la exposición de los fumadores a los carcigénicos y el riesgo de cáncer. Sin embargo, no existe evidencia disponible que avale estas afirmaciones." El mascado y la expectoración de tabaco aumentan el riesgo de leucoplasia, un precursor del cáncer de boca. Se sabe que el mascar tabaco es una causa de  cáncer, especialmente de la boca y la garganta.